# Лунхуа (Шэньчжэнь)
Лунхуа́ (кит. упр. 龙华, пиньинь Lónghuá) — район городского подчинения города субпровинциального значения Шэньчжэнь (провинция Гуандун). Важный промышленный центр и транспортный узел, крупный спальный район Шэньчжэня.

## История
В 1988 году в Лунхуа открылся завод бытовой электроники тайваньской корпорации Foxconn, что дало значительный толчок к развитию местного промышленного парка. Рост производственной зоны Foxconn привёл к тому, что в Шэньчжэнь потянулись многочисленные трудовые мигранты из Центрального и Северного Китая. Со временем приезжие, говорившие на путунхуа, значительно потеснили местное население, говорившее на кантонском диалекте. 
Район Лунхуа был создан 30 декабря 2011 года как один из четырёх новых районов Шэньчжэня (остальными были Гуанмин, Пиншань и Дапэн). Формально Лунхуа и Гуанмин находились под управлением соседнего района Баоань. 11 октября 2016 года Лунхуа стал официально самостоятельной административной единицей уровня район городского подчинения.

## География
Площадь Лунхуа составляет 176 км². С юга Лунхуа граничит с районом Футянь, с юго-востока — с районом Лоху, с востока — с районом Лунган, с севера — с городом Дунгуань, с северо-запада — с районом Гуанмин, с запада — с районом Баоань, с юго-запада — с районом Наньшань.
В состав района Лунхуа входят шесть подрайонов (Subdistrict или Jiēdào) — Лунхуа, Миньчжи, Далан, Гуаньлань, Фучэн и Гуаньху. Наиболее плотная жилая застройка расположена вокруг Северного железнодорожного вокзала (Миньчжи). 
Через территорию района протекает река Гуаньлань. В восточной части района Лунхуа расположено водохранилище Чжанкэнцзин, в западной части — водохранилище Гаофэн.

## Экономика
Лунхуа является одной из крупнейших производственных баз Шэньчжэня, а также важным центром розничной торговли и информационных технологий. Большинство предприятий сконцентрировано в Научно-технологическом парке Лунхуа (Longhua Science and Technology Park), а также в парках поменьше (Baoneng Science and Technology Park и Jinxiu Science Park). В ведении государственной группы Shenzhen Longhua Investment Holdings находится 13 промышленных и научных парков.
По состоянию на 2017 год валовой внутренний продукт Лунхуа составлял 213 млрд юаней, общий объём промышленного производства — 424 млрд юаней, добавленная стоимость промышленного производства — 113,4 млрд юаней. В районе базировались 1748 высокотехнологичных предприятий национального уровня, два научно-исследовательских учреждения провинциального уровня и четыре инновационные платформы провинциального уровня (три инженерных центра и один технологический центр).
В Лунхуа представлены такие сектора экономики, как производство бытовой электроники, офисной техники, средств связи, легковых автомобилей, автомобильных комплектующих и лекарств, информационные технологии, искусственный интеллект, здравоохранение и медицина, индустрия моды, логистика, коммунальные услуги, строительство и управление недвижимостью. Основу энергетики составляет крупная газовая ТЭС «Баокан» (Baocang Power Station) компании China Datang Corporation.  
Крупнейшим предприятием района является промышленный комплекс тайваньской корпорации Foxconn, на котором занято около 450 тыс. сотрудников. Здесь производят мобильные телефоны, планшеты, игровые приставки, ноутбуки и другие гаджеты для компаний Apple, Amazon, Huawei, Dell, Hewlett-Packard, Motorola Mobility и Nintendo. 
Другими важными предприятиями района являются научно-технологический и производственный комплекс компании Huawei, в котором занято свыше 38 тыс. сотрудников, автосборочный завод компании Changan PSA (совместное предприятие китайской Changan Automobile Group и французской Groupe PSA), завод копировальной техники японской компании Fuji Xerox, завод мобильных телефонов компании Futaihua Industry Shenzhen и завод электропроводки компании Shenzhen Yuzhan Electronics. Также в Лунхуа расположена штаб-квартира крупной китайской гостиничной сети Vienna Hotels (Vienna Hotel Group), которая входит в состав Jin Jiang International.
Важное значение в экономике района занимает сфера услуг (розничная торговля, общественное питание, финансовые и почтовые услуги, гостиничный бизнес, парикмахерские, салоны красоты, мастерские по ремонту автомобилей, мопедов и велосипедов). В Лунхуа расположено несколько крупных торговых центров (Bingo Space, MH Mall, Coco City, RT-Mart, Tianhong, 9 Square, Xingwanda Square) и сетевых супермаркетов (Walmart, Tesco, Vanguard), а также мебельный центр IKEA и несколько крупных гостиниц (DoubleTree by Hilton, Hard Rock Shenzhen, Grand Skylight International, Shuidu Holiday, Mission Hills Resort, Fulai Garden, Venus, Treasure, Vienna, Ramada Plaza).

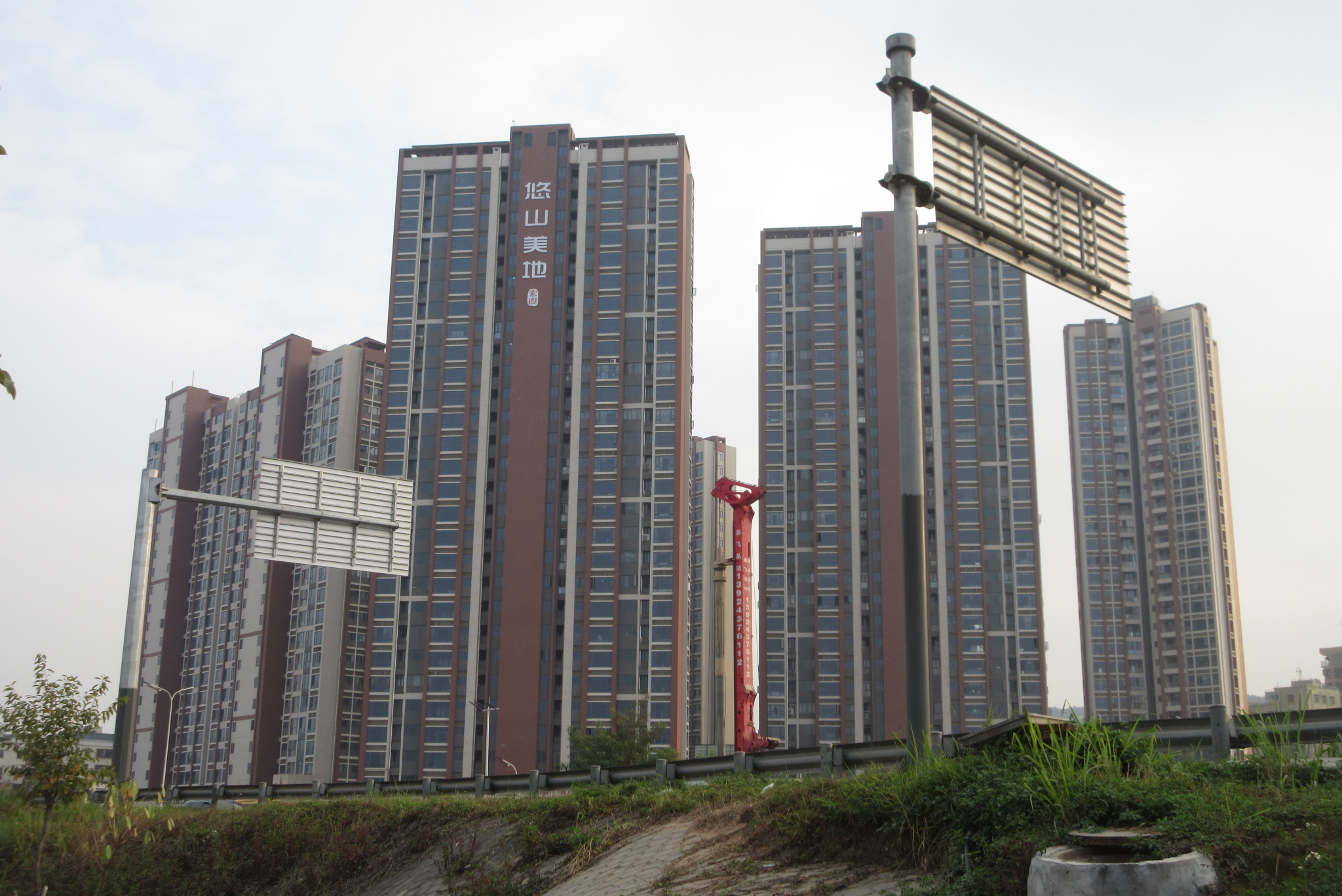
Жилая застройка
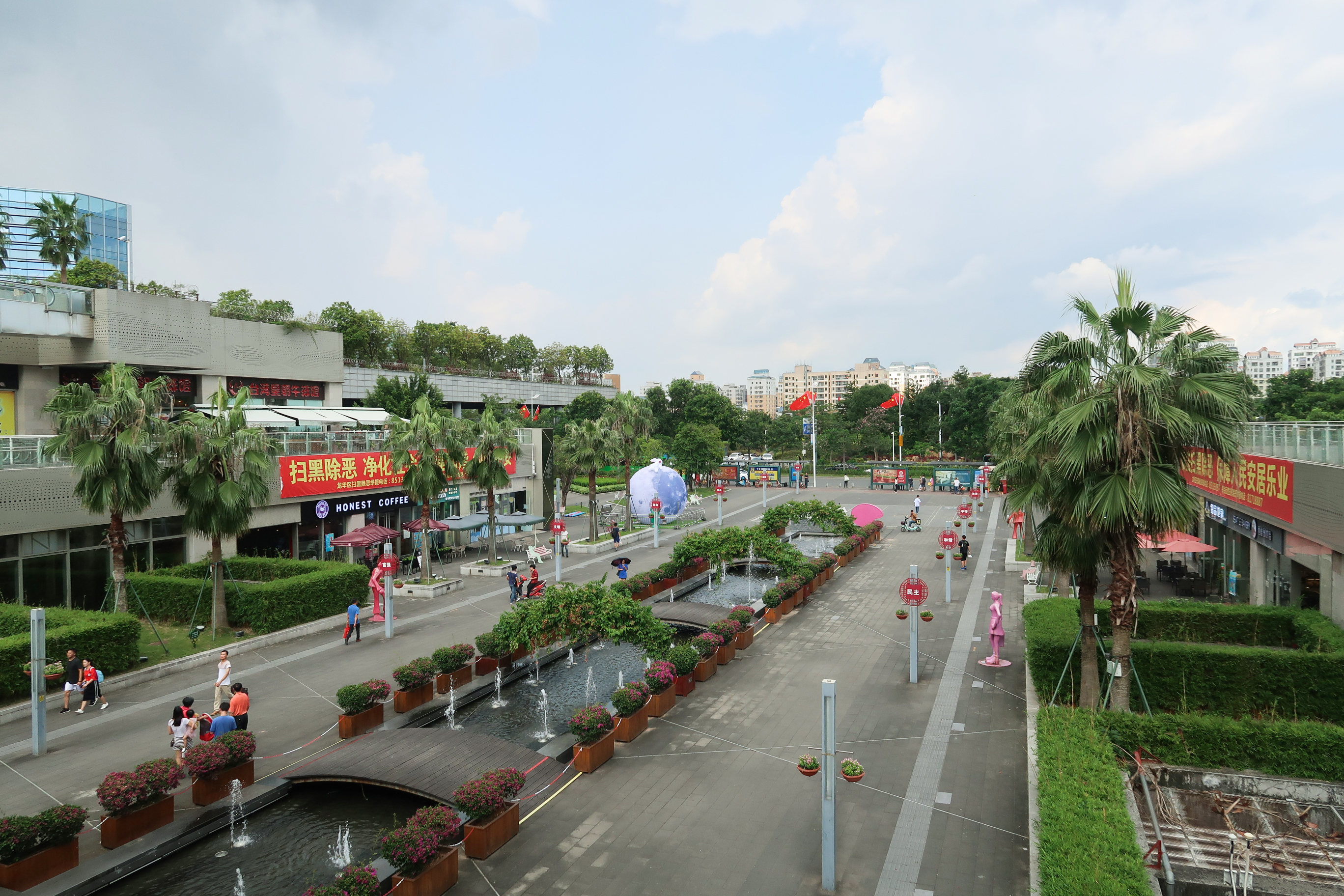
ТЦ Bingo Space
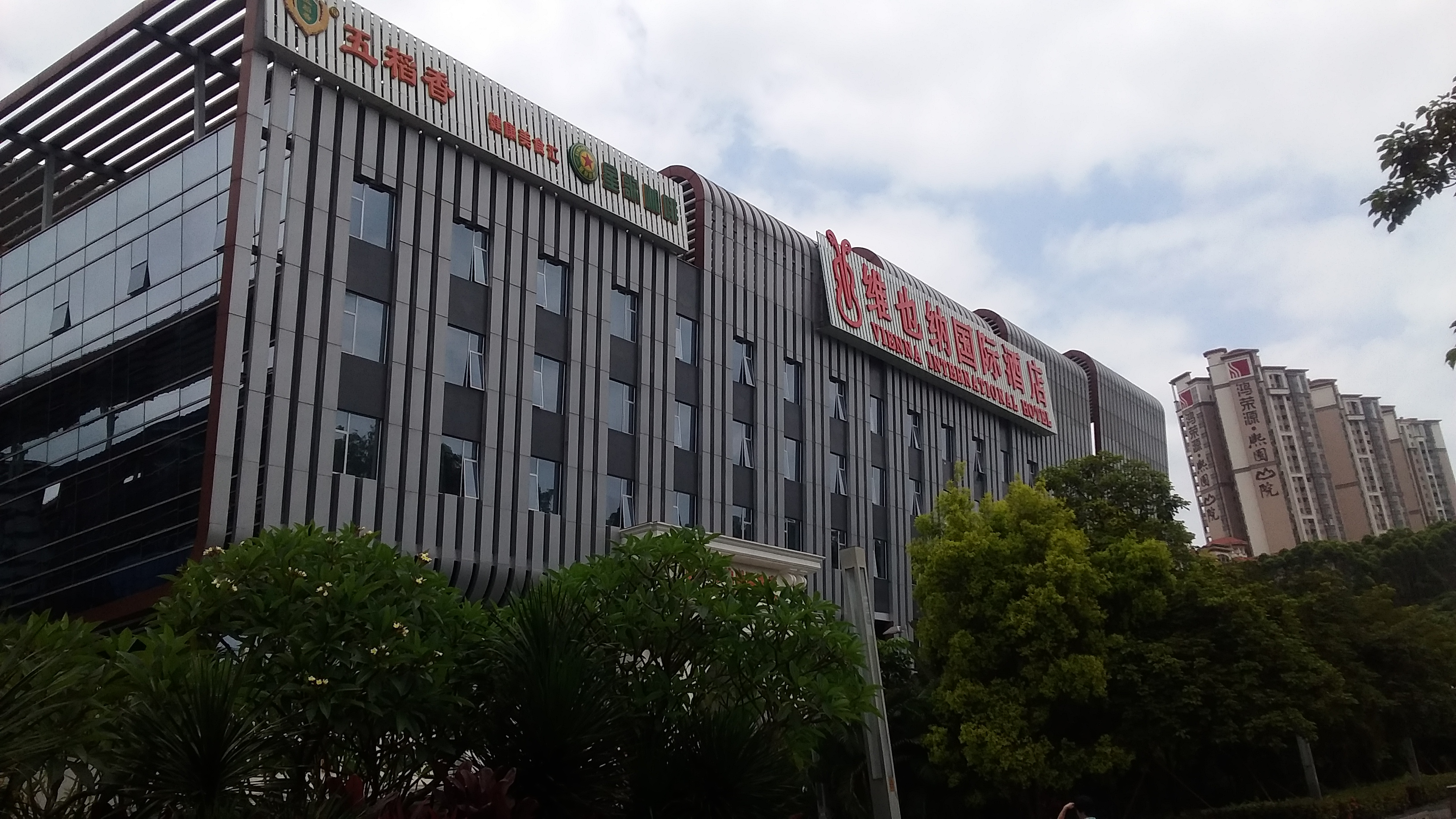
Штаб-квартира Vienna Hotels
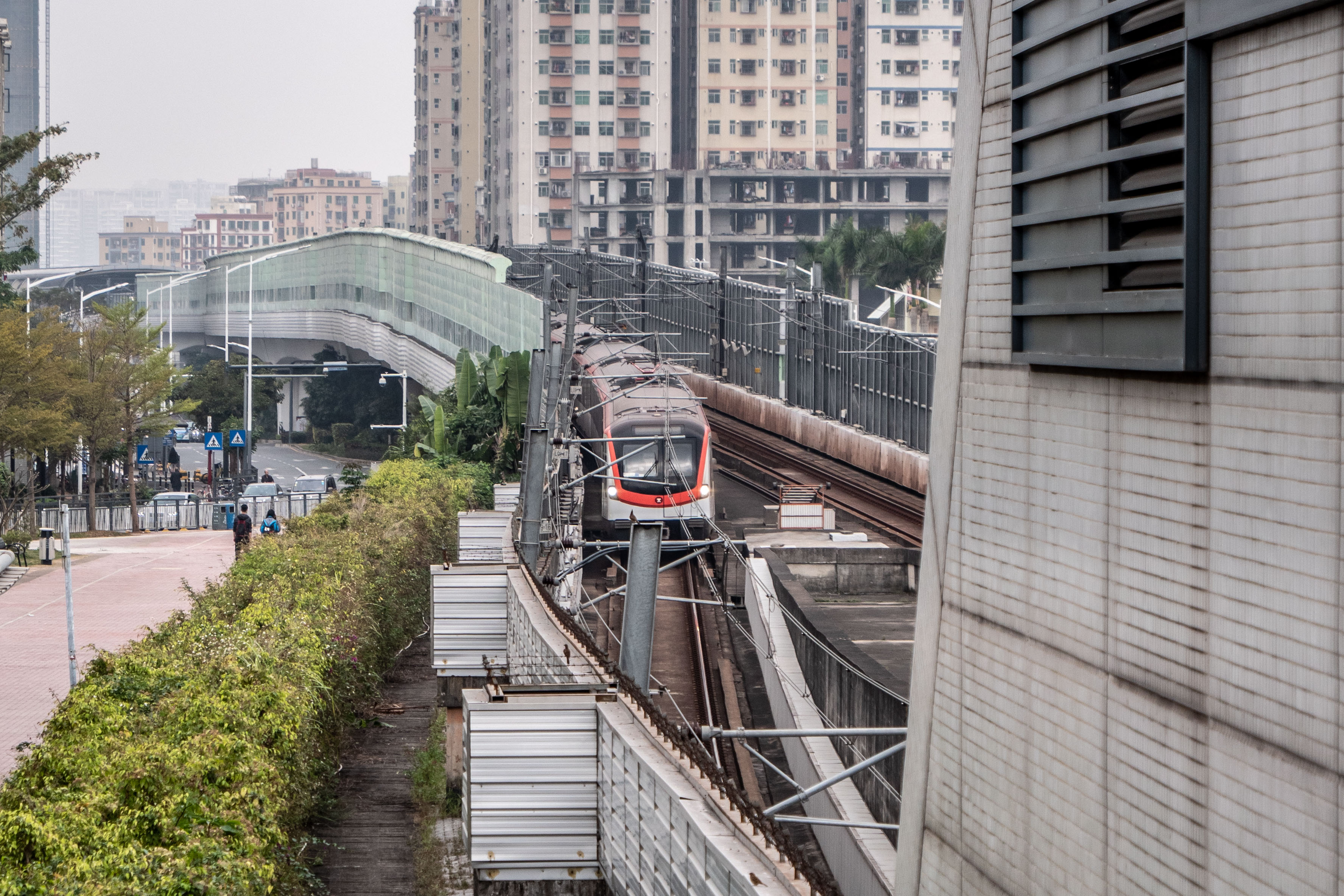
Линия метро
Отель Mission Hills Resort

Вокруг Северного вокзала расположен главный деловой квартал Лунхуа, в котором сконцентрированы офисы китайских и международных компаний и банков. В подрайоне Далан базируется зона модной индустрии (Dalang Fashion Area), которая специализируется на разработке и производстве одежды, обуви, аксессуаров и ювелирных изделий. В подрайоне Гуаньлань расположены Luhu Scientific and Technological Culture Area и Guanlan High-Tech Park (научно-исследовательские центры в области информационных технологий, биотехнологий, медицины и сложного оборудования). В подрайоне Миньчжи расположен элитный жилой комплекс St. Moritz.

## Транспорт

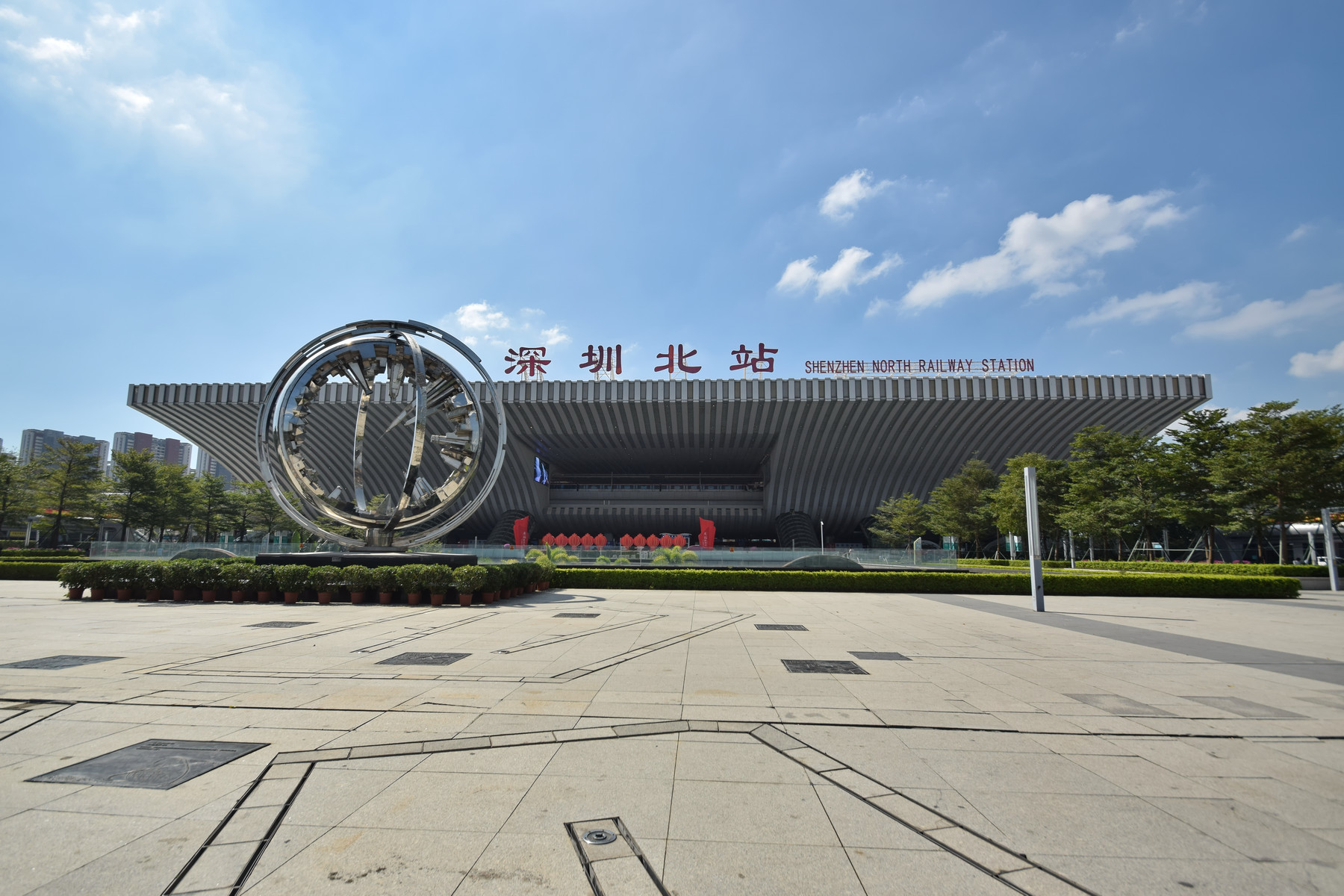
Северный вокзал

Важнейшим транспортным узлом Лунхуа является Северный вокзал Шэньчжэня, открывшийся в 2011 году. Здесь сходятся линии скоростной железной дороги Гуанчжоу — Шэньчжэнь — Гонконг и скоростной железной дороги Сямынь — Шэньчжэнь, а также две линии Шэньчжэньского метрополитена. Расстояние между Северным вокзалом и вокзалом Западный Коулун поезда преодолевают за 20 минут, а между Северным вокзалом и Южным вокзалом Гуанчжоу — за 30 минут. 
В районе имеются три линии Шэньчжэньского метрополитена:
- Линия №4 (связывает Лунхуа и Футянь)
- Линия №5 (связывает Наньшань и Лоху)
- Линия №6 (связывает Баоань и Футянь)

Кроме того, район Лунхуа обслуживают две линии Шэньчжэньского трамвая (открылись в 2017 году) и несколько автобусных маршрутов. В районе имеются две автобусные станции междугороднего сообщения — центральная станция (Longhua Bus Station) и станция поменьше (Guanlan Bus Station). Также район обслуживают пассажирские такси трёх цветов — красные, зелёные и синие (последние являются исключительно электромобилями). Отдельную категорию составляют автомобили компании DiDi, которая через приложение для смартфонов предоставляет услуги такси, каршеринга и карпулинга.
В районе Лунхуа пересекаются две важнейшие автомагистрали Гуандуна — G94 (опоясывает дельту Жемчужной реки, соединяя Шэньчжэнь с городами Дунгуань, Гуанчжоу и Цзянмынь) и G15 (связывает Сямынь и международный аэропорт Шэньчжэнь Баоань); южный участок G94 известен как автомагистраль Мэйюань (идёт к границе с Гонконгом). На территории района Лунхуа именно вдоль автомагистрали G94 расположены крупнейшие предприятия, логистические и торговые центры.

## Наука и образование

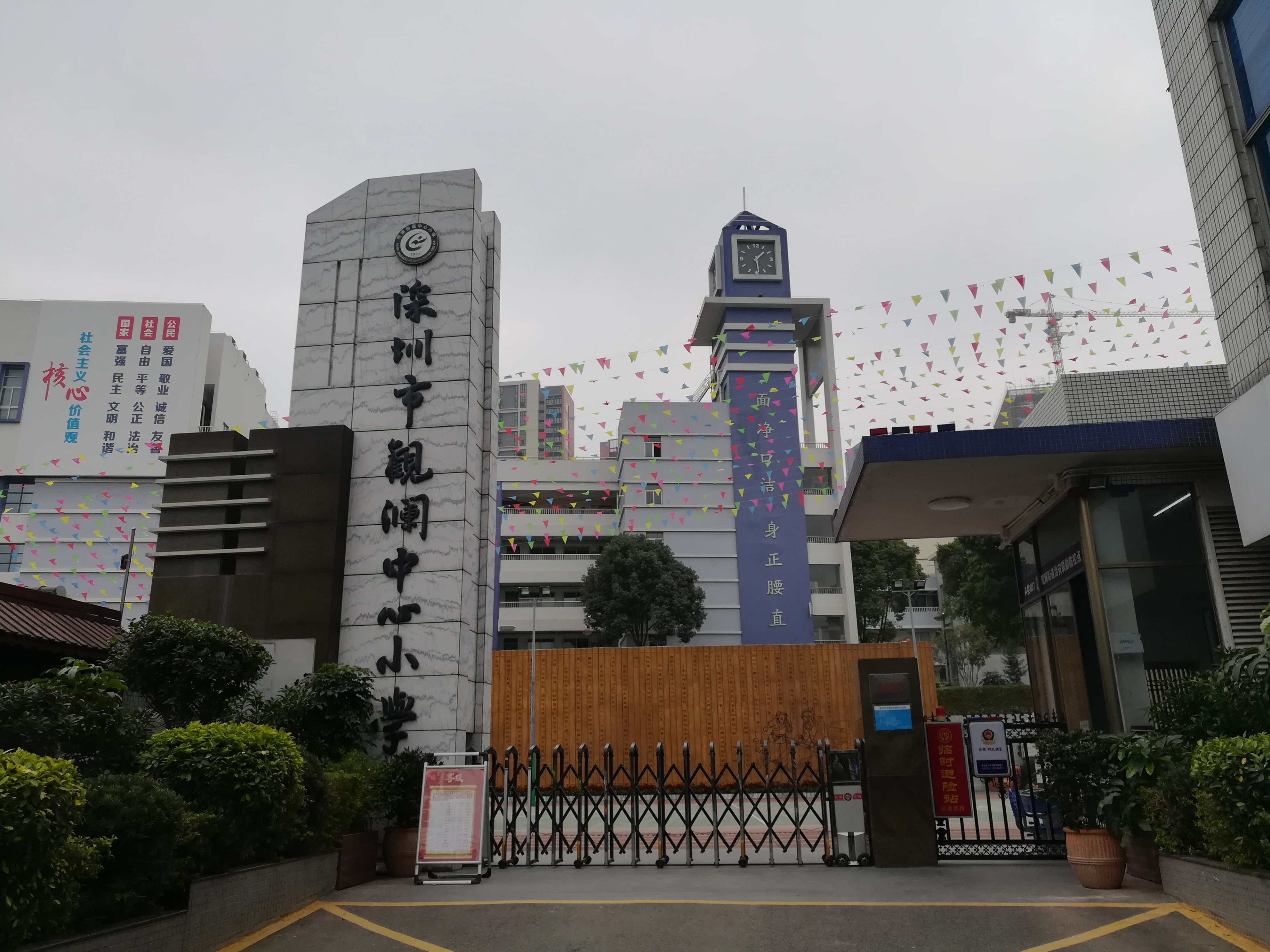
Начальная школа Гуаньлань

В Лунхуа имеются 31 начальная школа, 6 средних школ, 30 девятилетних школ и три двенадцатилетние школы (US-China School, Longhua Chinese and English Experimental School и Zhanhua Experimental School). Также в Лунхуа работает отделение частной британской школы Бромсгроув (Bromsgrove School Mission Hills).

## Культура
Во всех шести подрайонах Лунхуа имеются свои региональные культурно-спортивные центры. В подрайоне Гуаньху имеется художественный музей, открывшийся в 2005 году. В коллекции музея широко представлены китайская живопись и каллиграфия. В подрайоне Миньчжи расположен мемориальный музей, посвящённый деятелям культуры и политическим активистам, которых в годы войны переправили из оккупированного японцами Гонконга через Шэньчжэнь в материковый Китай (их переправляли потайными тропами через католическую церковь в деревне Байшилун, где и находится музей). 
В старинной деревне Дашуйтянь подрайона Гуаньлань создана культурно-парковая зона, в которой развивают традиционную графику и печать. В промышленной зоне Сявэй подрайона Гуаньлань создан кластер художественного керамического производства — Auratic Porcelain Cultural Innovative Industry Park.
В старом городе Гуаньлань, вдоль оживлённой улицы Синьлань, раскинулся старинный рынок (Guanlan Ancient Market или Guanlan Old Street), застроенный домами, башнями, магазинами и ресторанами эпохи династии Цин. Когда-то этот рынок был известен как «Малый Гонконг» и служил местом обмена между китайцами и иностранцами. 
Вокруг старого города Гуаньлань сохранилось несколько квадратных сторожевых башен. Они разбросаны по рисовым полям и деревням, а также в старинных кварталах хакка; в их архитектуре присутствуют элементы греческих колоннад, римских арок и колонн, исламских арок, а также элементы готики, барокко, модерна и индустриализма. В оформлении башен применялись также настенные картины и фигуры различных животных в элементах декора. Ранее эти многоэтажные башни служили для защиты земель от набегов противника — они имели толстые стены и узкие окна с железными решётками. Сегодня в некоторых башнях живут бедные семьи мигрантов, что приводит к их постепенному разрушению. Другие башни, например в Дашуйтянь, отреставрированы и используются под культурные объекты.
В квартале Ниуху подрайона Гуаньлань сохранилось традиционное имение знатного хакка. Внутри оборонительных стен расположено несколько домов эпохи династии Цин, покрытых черепицей.  В Лунхуа работает один из крупнейших в городе книжных магазинов сети Shenzhen Book City.

## Здравоохранение

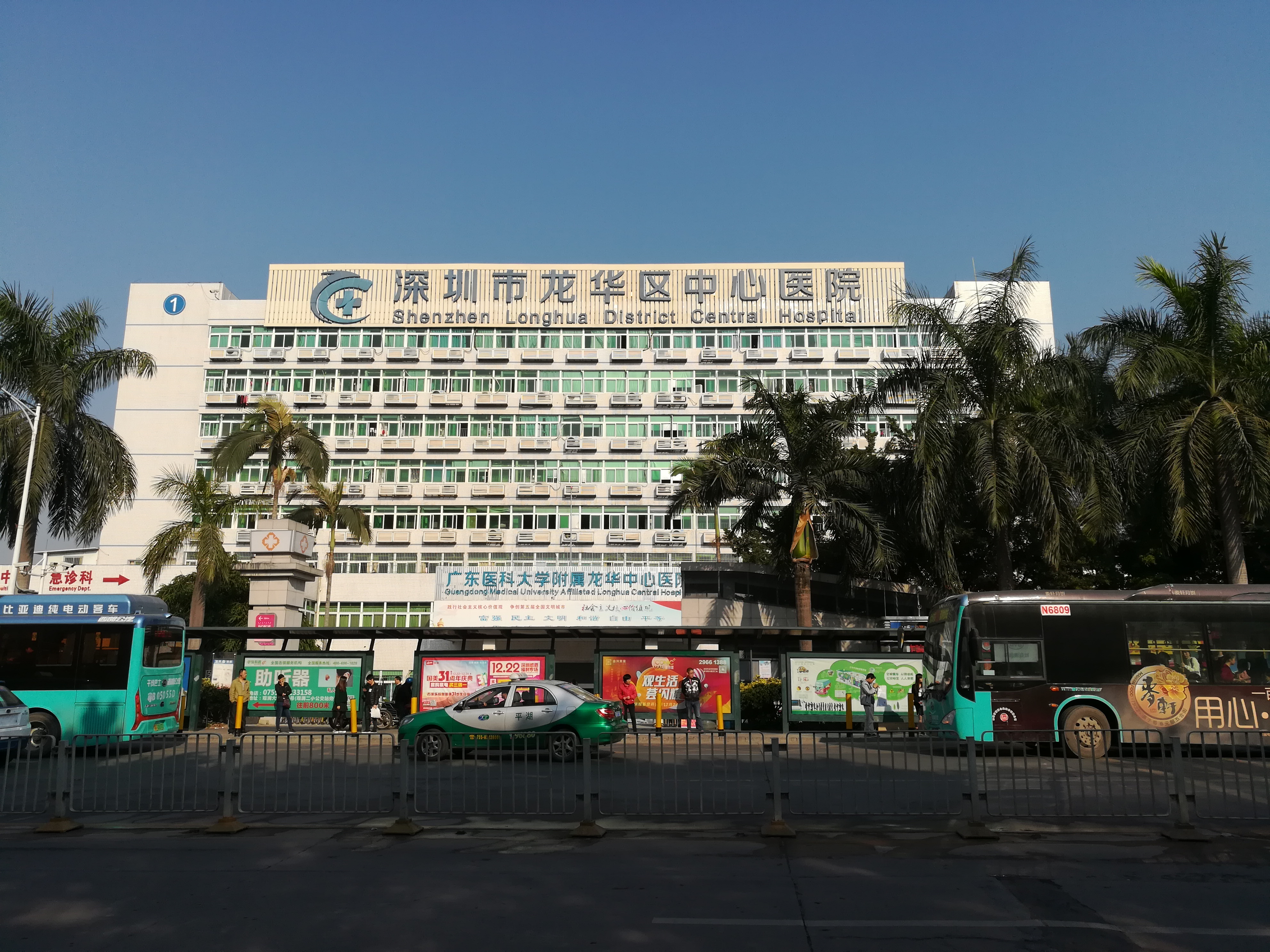
Центральная больница Лунхуа

Система районных центров здравоохранения (поликлиник) насчитывает 15 учреждений в подрайоне Лунхуа (в том числе центр здравоохранения промышленного комплекса Foxconn), 12 учреждений в подрайоне Миньчжи, 12 учреждений в подрайоне Далан, 10 учреждений в подрайоне Гуаньлань, 8 учреждений в подрайоне Фучэн и 6 учреждений в подрайоне Гуаньху.
Центральная больница района Лунхуа объединяет профилактику, медицинскую помощь, научные исследования и образовательные функции (здесь проходят практику студенты медицинского колледжа Гуандуна). Ежегодно больницу посещают 3,7 млн пациентов, из которых 30 тыс. проходят госпитализацию. Больница имеет 850 койко-мест, здесь работает свыше 1,5 тыс. сотрудников.
Народная больница Лунхуа объединяет профилактику, медицинскую помощь, научные исследования и образовательные функции (здесь проходят практику студенты Южного медицинского университета). Ежегодно больницу посещают около 2 млн пациентов, она имеет более 820 койко-мест, здесь работает свыше 1,8 тыс. сотрудников.

## Парки и зоны отдыха

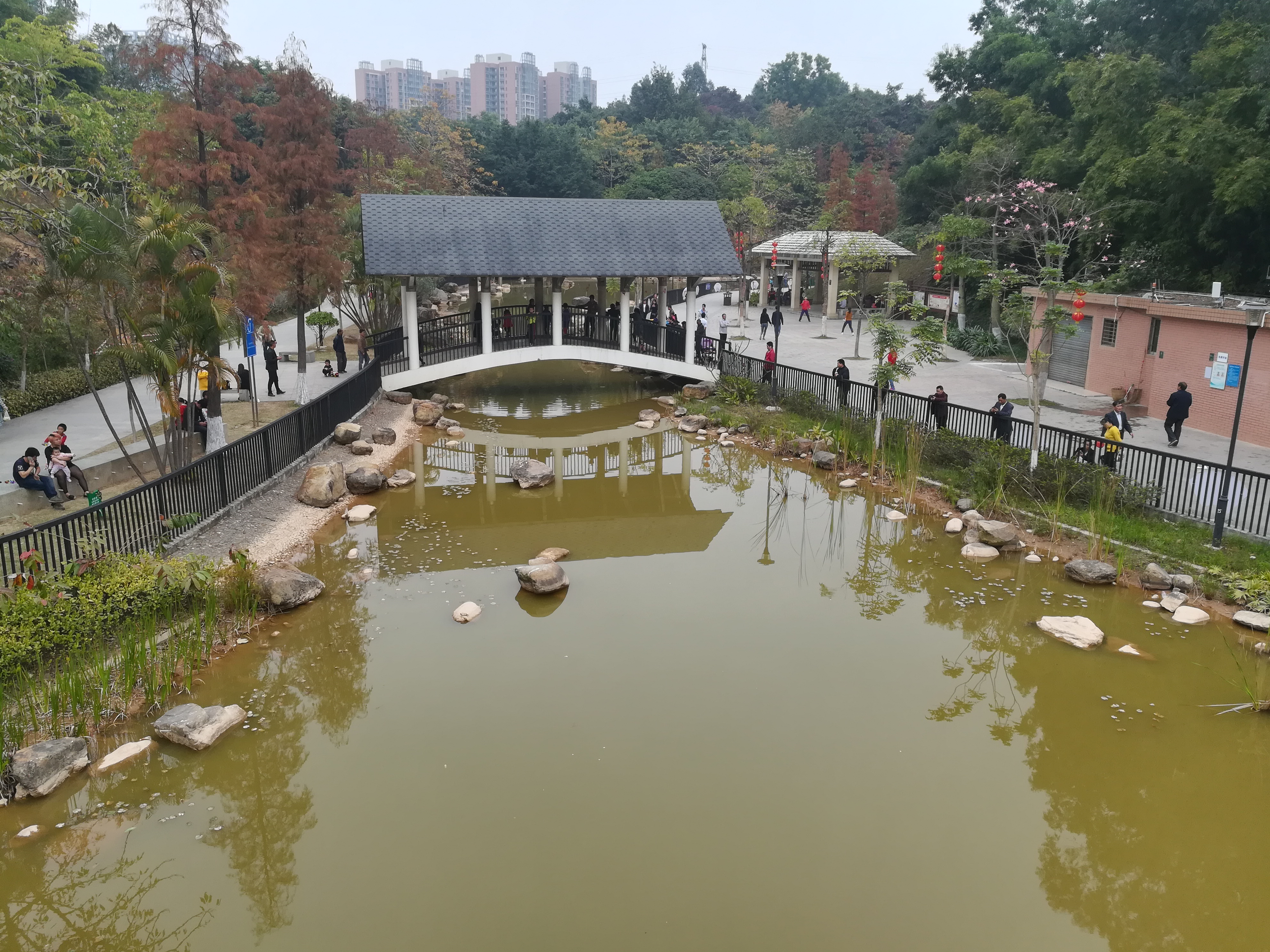
Парк Гуаньлань

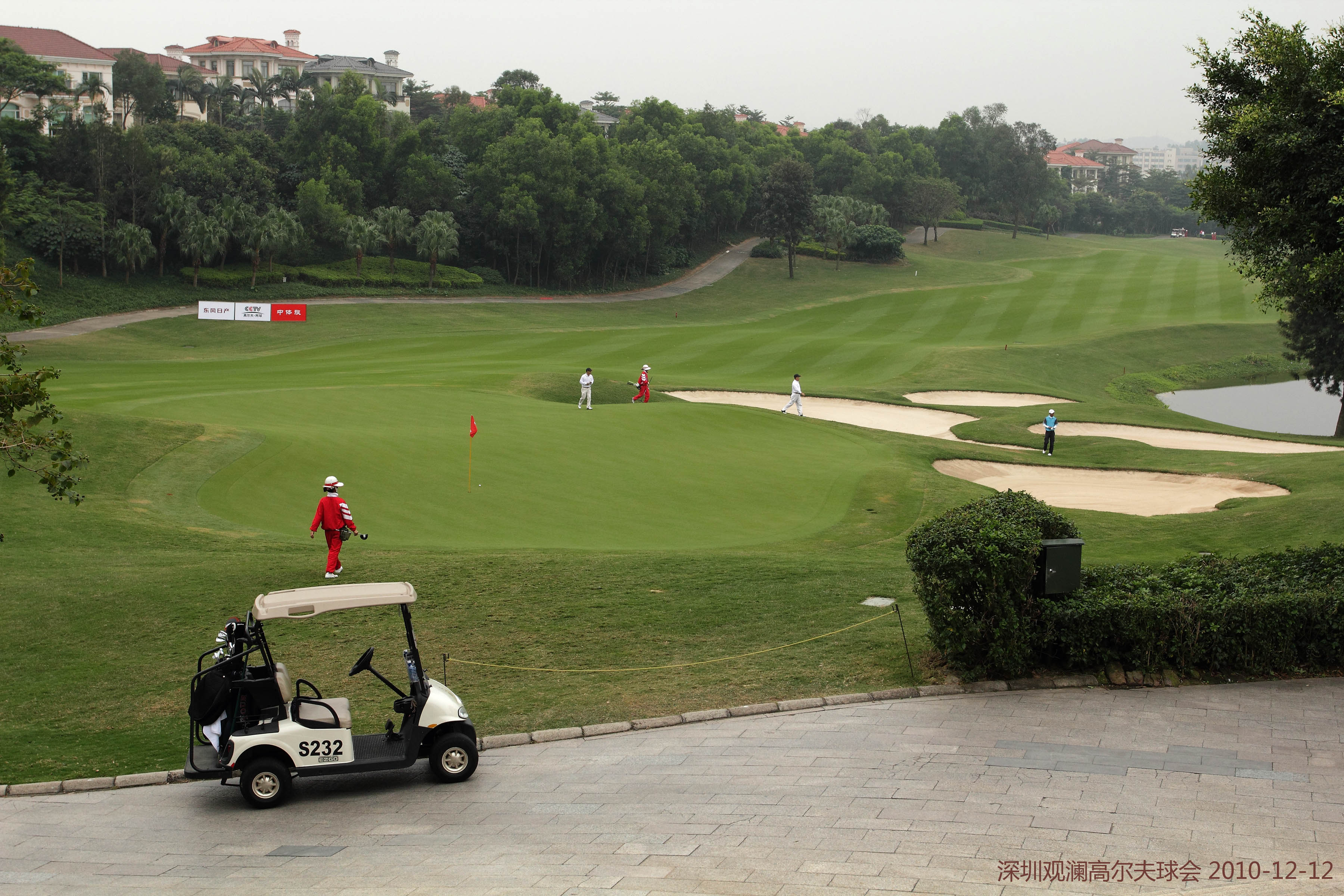
Гольф-клуб Mission Hills

Популярным местом отдыха является Народный парк Гуаньлань, открытый для публики в 1993 году. В парке расположены монумент погибшим революционерам, пятиярусная пагода, пруд с традиционным мостиком и павильон, здесь часто проводят танцевальные и песенные конкурсы. Рядом с парком расположена старинная деревня Гуйхуа, принадлежащая семье Чэнь народности хакка. Она привлекает туристов своими достопримечательностями — традиционными каменными домами эпохи династии Цин, храмом Гуаньлань, древним рынком, китайскими ресторанами и художественными галереями.
Другим популярным местом отдыха является Центральный парк, расположенный возле Северного вокзала. Его особенностью являются спиральные пешеходные мостики, украшенные цветочными клумбами, а также искусственный каскад.
В северной части района Лунхуа расположен частный рекреационный комплекс Mission Hills. В его состав входят отели Mission Hills Resort Shenzhen и Guanlan Lake, обширный эко-спортивный парк с аттракционами, теннисными кортами и футбольными полями, гольф-клуб и несколько престижных ресторанов. Кроме того, в парке Mission Hills обустроен первый в Шэньчжэне собачий парк GoGo с бассейном, гостиницей для домашних животных, торговым и учебным центрами.
В парке культуры Цинху посетителей привлекают сады роз и орхидей, живописные перголы, спортивные тренажёры и детская зона развлечений. Вдоль реки Гуаньлань оборудованы набережные и скверы, создающие так называемую «красную ленту».
На границе районов Лунхуа и Футянь расположена гора Данаокэ (385 м) — самая высокая вершина хребта Мэйлинь, протянувшегося с востока на запад. Склоны горы занимает лесопарковая зона, у северной оконечности которой раскинулись водохранилища Ниуцзуйцзи и Миньлэ. На горе расположена смотровая площадка, с которой открывается панорамный вид на Шэньчжэнь.
На границе районов Лунхуа и Баоань расположена гора Янтай (587 м), вокруг которой раскинулся популярный лесопарк Янтайшань. Парк оборудован пешеходными и велосипедными дорожками, смотровыми площадками, павильонами и зонами отдыха. Также в парке расположен монумент в честь партизан, сражавшихся против японской оккупации.
В туристическо-культурном саду Шаншуй-Тяньюань вокруг озера расположены лодочные станции, отель и китайские рестораны, оформленные в стиле жилищ хакка, аквапарк и аттракционы. Здесь регулярно проводятся выставки картин и керамики, а также представления с животными.

## Галерея

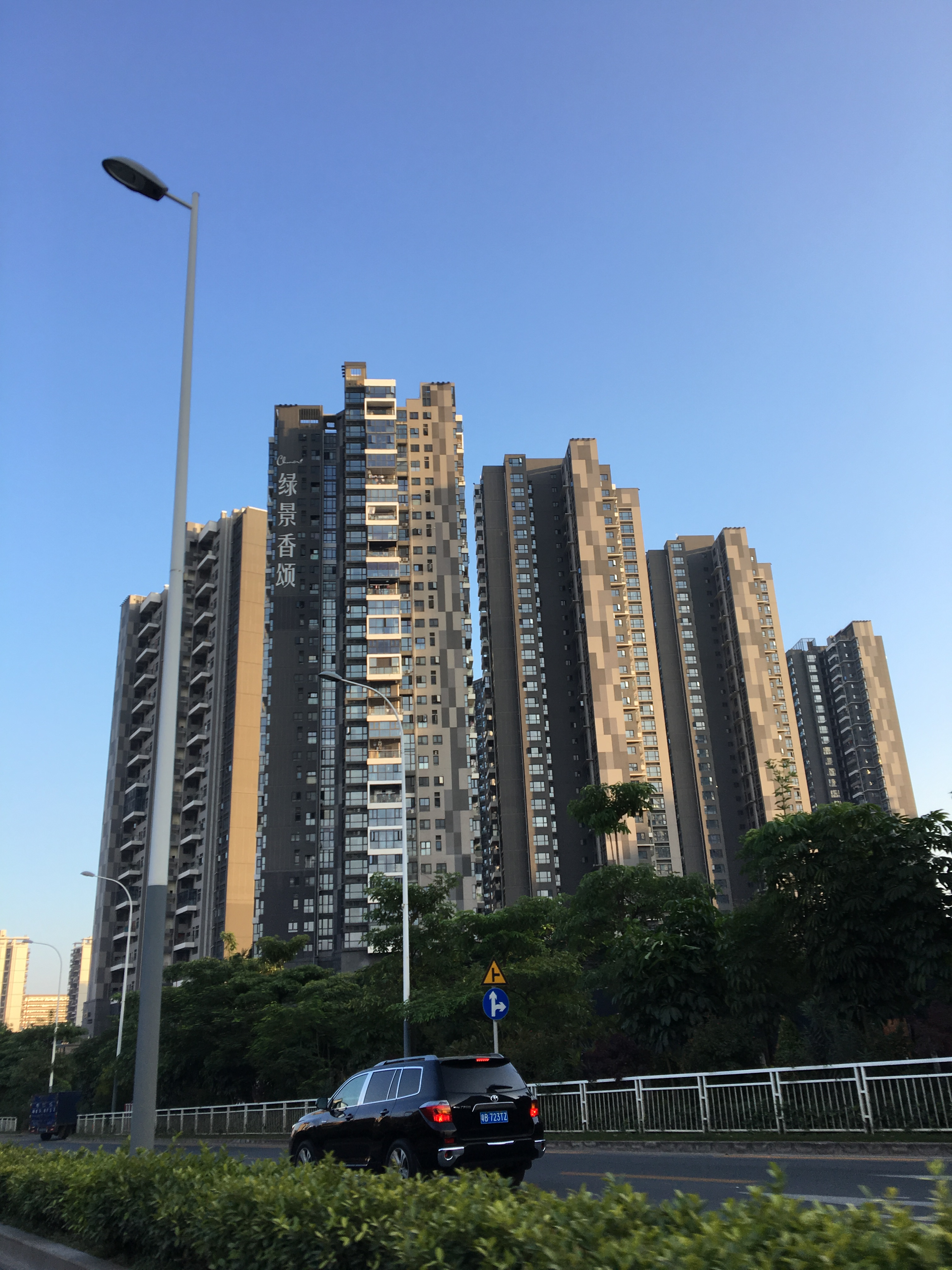
Жилая застройка
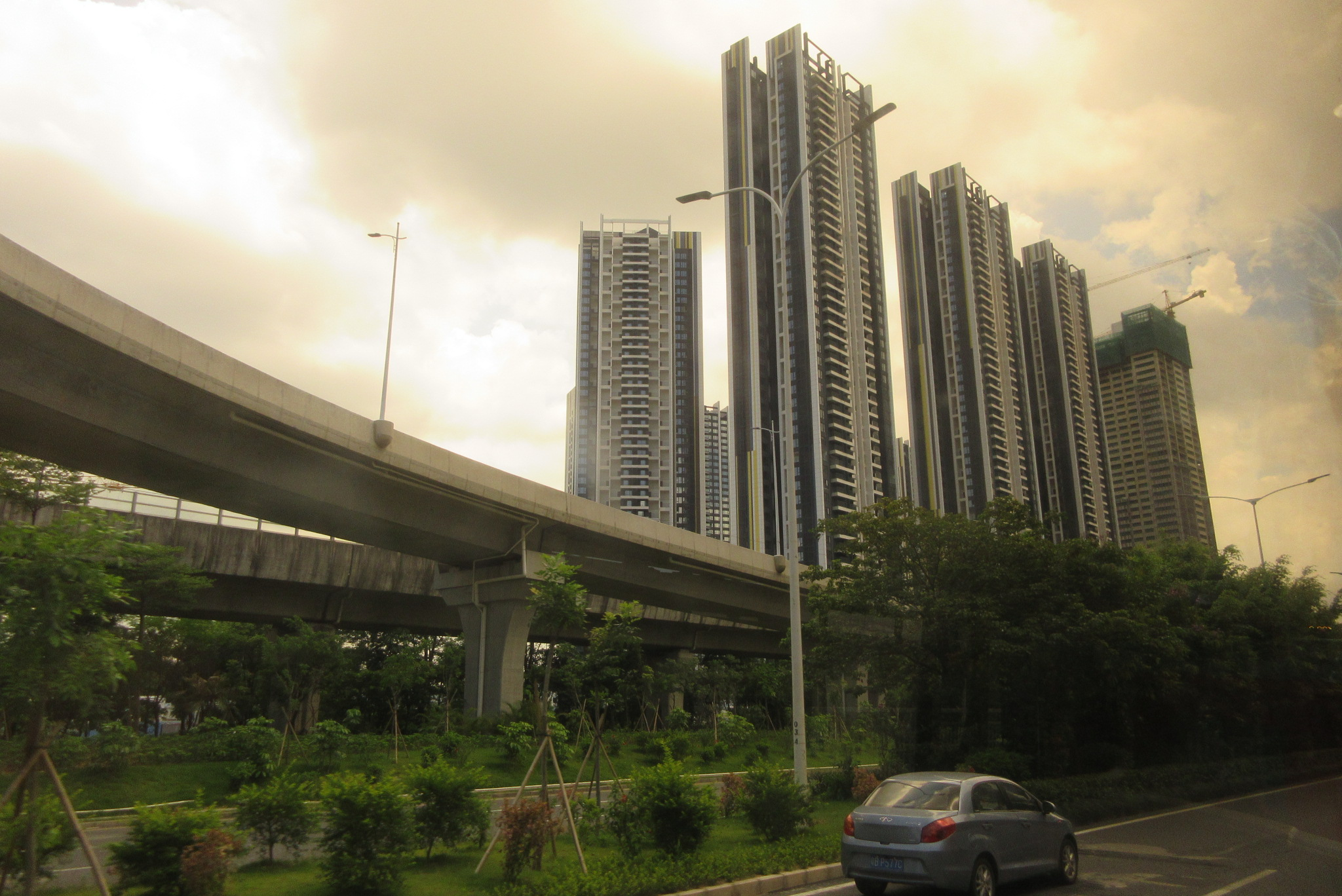
Жилая застройка
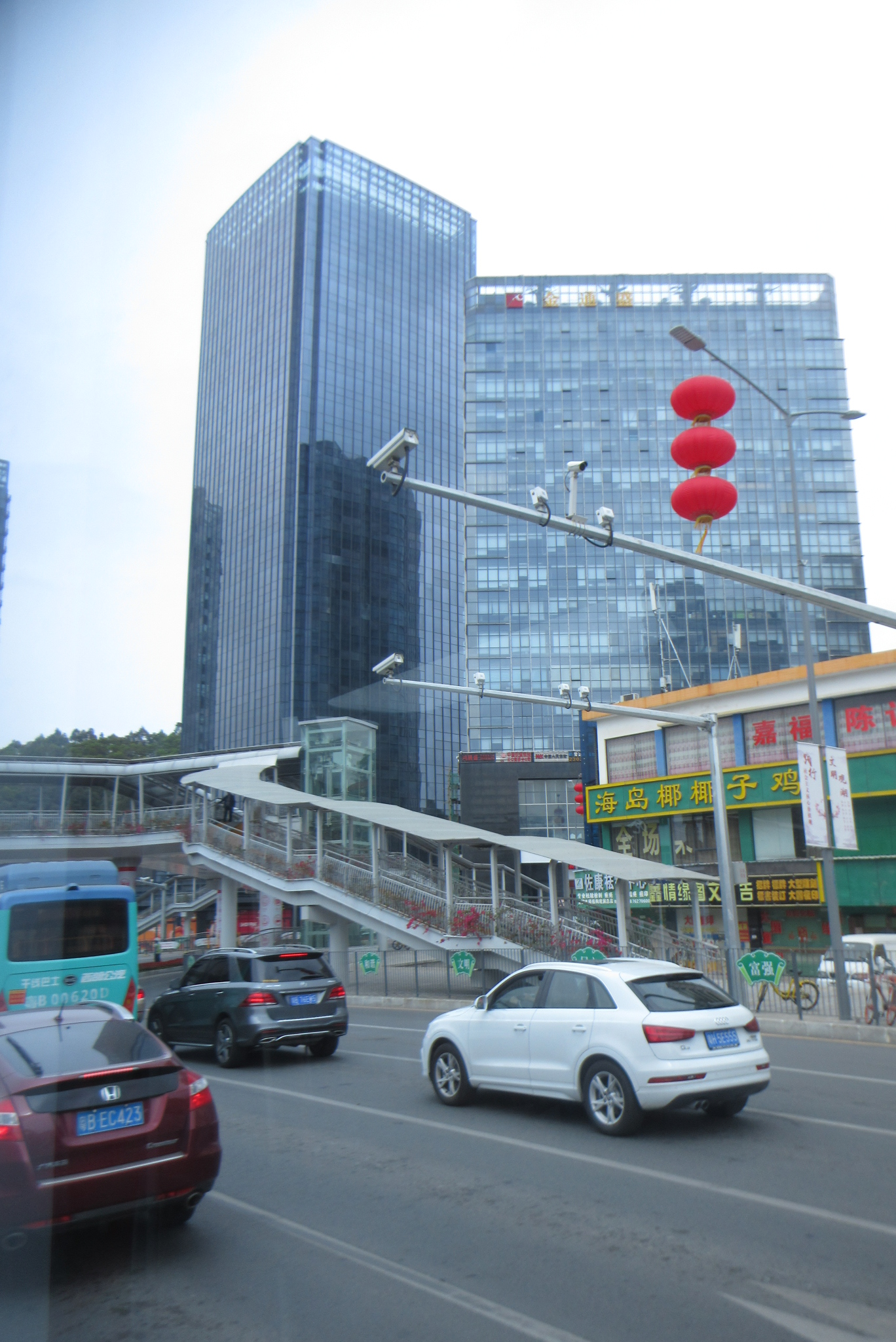
Офисное здание
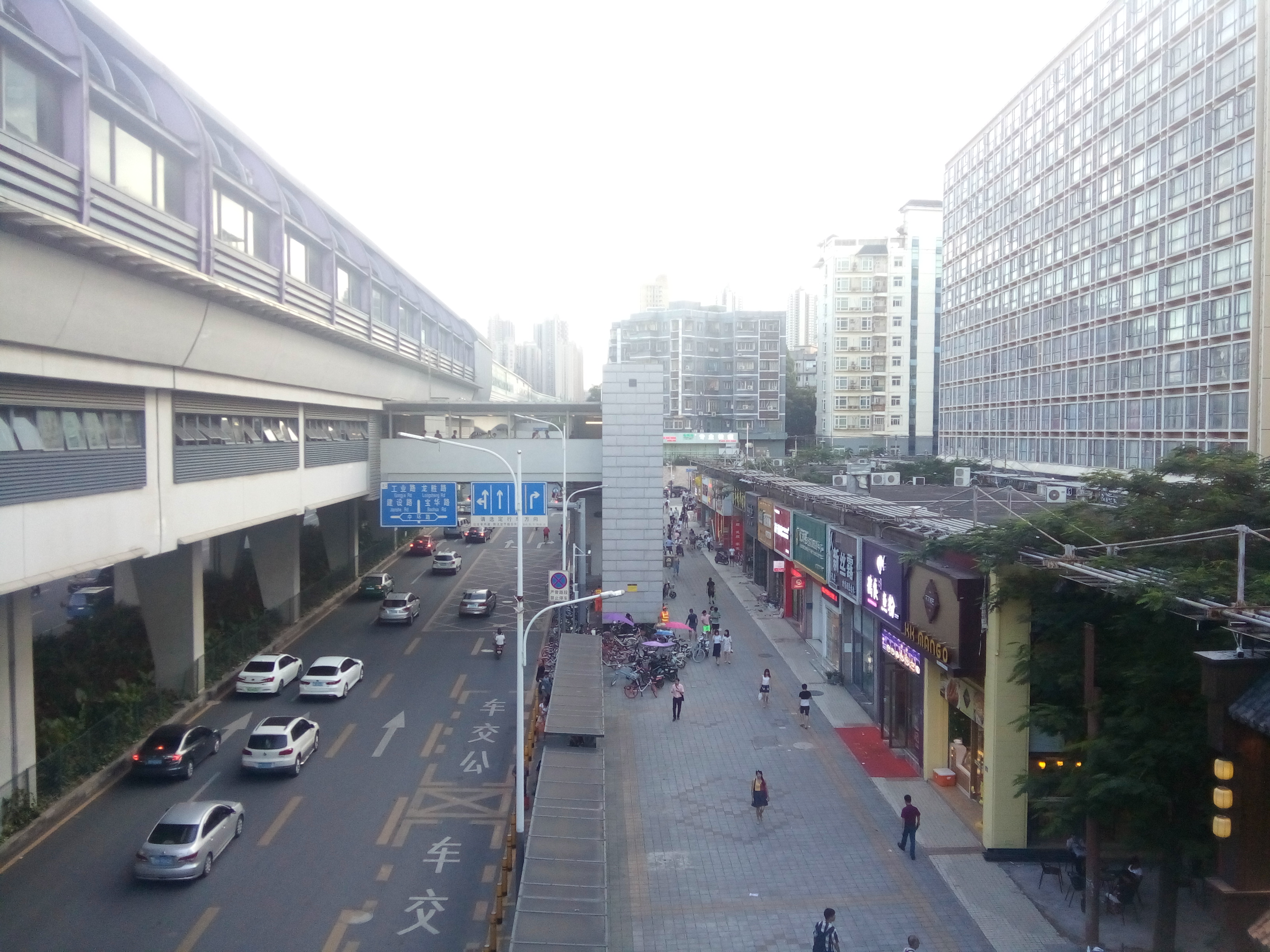
Станция метро Лунхуа
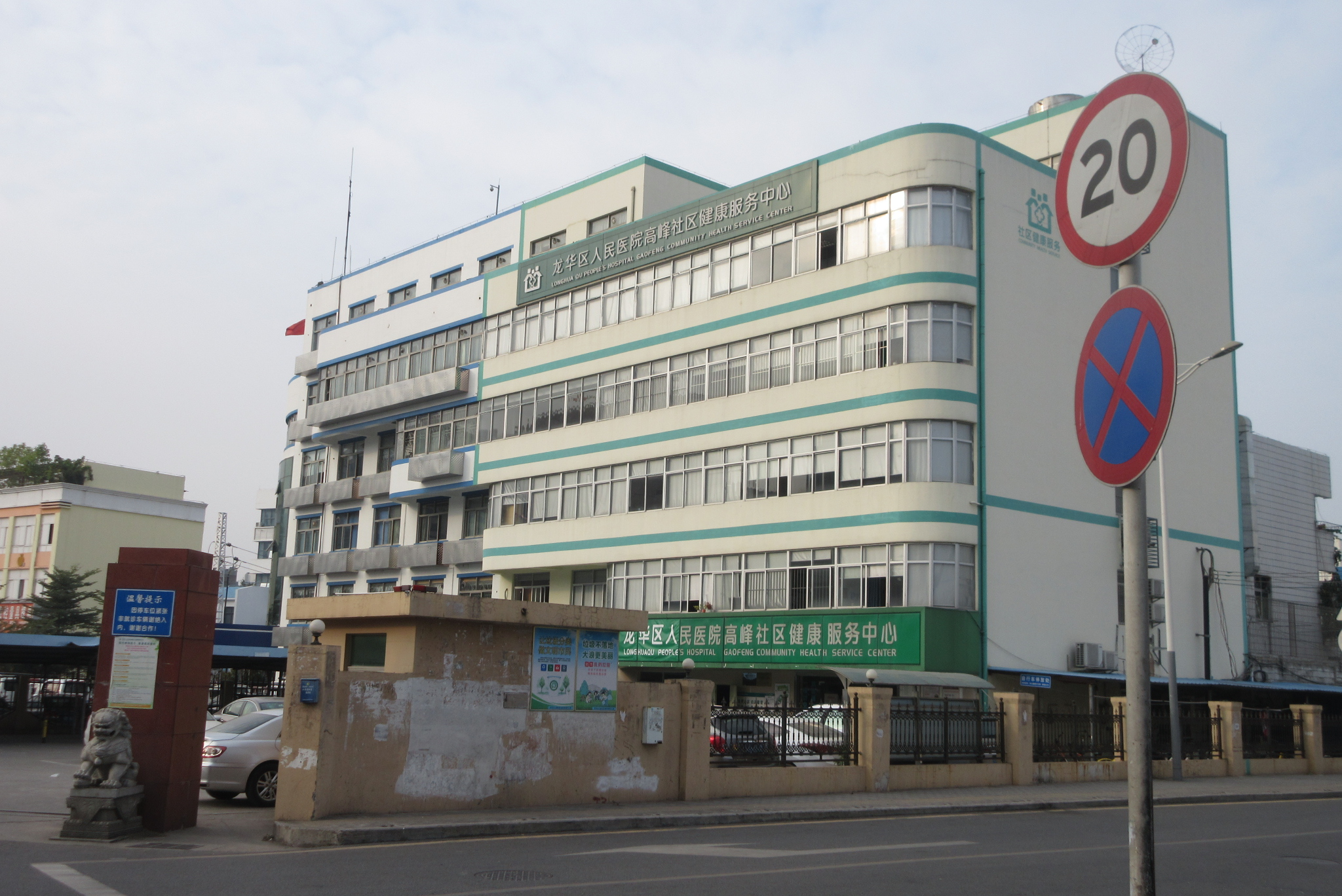
Центр здравоохранения Гаофэн
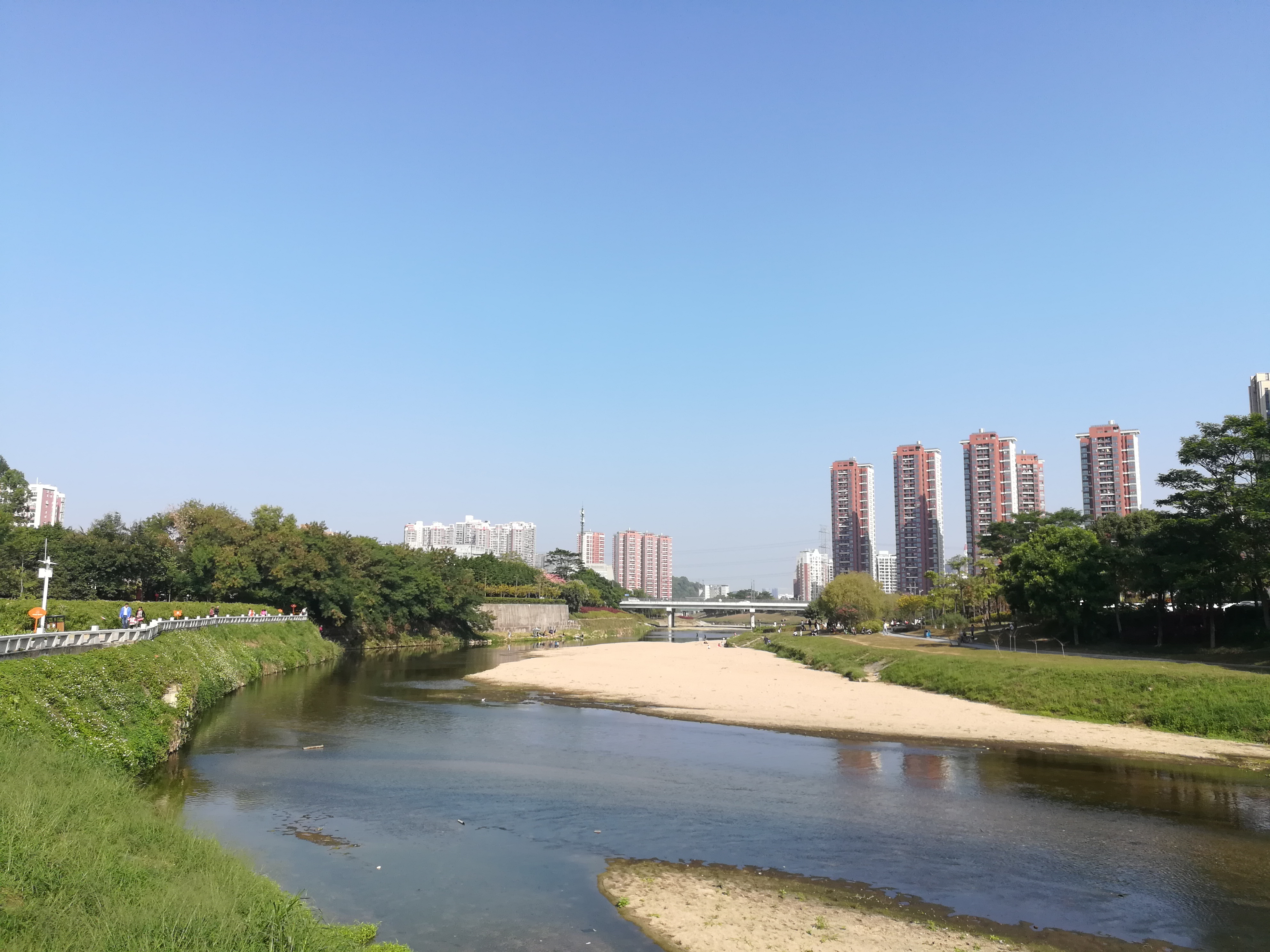
Река Гуаньлань